# Coccaglio
Coccaglio es una localidad y comune italiana de la provincia de Brescia, región de Lombardía (Italia), con 8.492 habitantes.

## Evolución demográfica
| Gráfica de evolución demográfica de Coccaglio entre 1861 y 2001 |
|                                                                 |
| Fuente ISTAT - elaboración gráfica de Wikipedia                 |